# Wolna burta
Wolna burta − pionowa odległość od górnej krawędzi linii pokładowej statku wodnego do powierzchni wody (do aktualnej wodnicy pływania statku). Znak wolnej burty nazywany jest znakiem Plimsolla.